# 김영무 (배우)
김영무(1975년 7월 8일 ~ )는 대한민국의 배우이다.

## 학력
- 명지대학교 국어국문학과

## 출연작

### 영화
- 《구르는 수레바퀴》 (2020년) - 김만복 기자 역
- 《양아치 느와르》 (2018년) - 미영오빠 역 (특별출연)
- 《폭력의 법칙: 나쁜 피 두 번째 이야기》 (2016년) - 조성현 역
- 《미쓰 와이프》 (2015년) - 경훈 변호사 역
- 《세상에서 가장 아름다운 이별》 (2011년) - 대학병원 담배남 역
- 《스물 아홉살》 (2011년) - 정욱 역
- 《부스》 (2010년)
- 《우리 만난 적 있나요》 (2010년) - 요양원 의사 역
- 《이층의 악당》 (2010년) - 형사 1 역
- 《시라노; 연애조작단》 (2010년) - 병훈 친구 1 역
- 《미녀는 괴로워》 (2006년) - 이공학 인턴 역
- 《눈물》 (2002년) - 사내 역

### 드라마
- 《번외수사》 (2020년, OCN) 신기정 서장 역
- 《뻐꾸기 둥지》 (2014년, KBS2)
- 《특수사건 전담반 TEN 2》 (2013년, OCN) - 이종훈 역
- 《신들의 만찬》 (2012년, MBC) - 한민식 역
- 《버디버디》 (2011년, tvN)
- 《계백》 (2011년, MBC)
- 《로열 패밀리》 (2011년, MBC)
- 《탐나는도다》 (2009년, MBC) - 이경산 역
- 《별순검 시즌2》 (2008년, MBC 드라마넷)
- 《연애결혼》 (2008년, KBS2)
- 《그녀들의 로망백서》 (2008년, 채널CGV)
- 《HD TV문학관 - 달의 제단》 (2006년, KBS1)

### 연극
- 《그 남자의 프로포즈》 (2013년) - 나노용 역
- 《미운남자》 (2013년) - 남편 역

### 광고
- 2006년 기아자동차 오피러스
- 2006년 삼성생명
- 2007년 CJ제일제당 다시다 산들에
- 2014년 LG유플러스 tv G
- 2018년 미래에셋대우